# Kirchenkreis Osterode
Der Kirchenkreis Osterode war ein Kirchenkreis in Südniedersachsen. Er lag am südöstlichen Rand der Evangelisch-lutherischen Landeskirche Hannovers und gehörte dort zum Sprengel Hildesheim-Göttingen. Er ging auf die 1708 als eine von drei geistlichen Aufsichtsbezirken im Fürstentum Grubenhagen gegründete Inspektion Osterode zurück, deren Grenzen im Verlauf der Jahrhunderte immer wieder verändert wurden. Zum 1. Januar 2013 ging er zusammen mit zwei anderen Kirchenkreisen im Kirchenkreis Harzer Land auf. Sein Gebiet umfasste Teile des 2016 aufgelösten Landkreises Osterode am Harz sowie der zum Landkreis Northeim gehörenden Gemeinde Kalefeld.

## Gemeinden
- Osterode am Harz
- Dorste
- Düderode/Oldenrode/Wiershausen (Kalefeld)
- Sebexen
- Echte/Eboldshausen
- Eisdorf/Willensen
- Lerbach
- Kalefeld/Dögerode
- Lasfelde
- Nienstedt am Harz/Förste
- Riefensbeek-Kamschlacken/Ührde
- Schwiegershausen
- Willershausen (Kalefeld)/Westerhof/Oldershausen (Kalefeld)
- Wulften am Harz

Zu einer Gemeinde gehören teils mehrere Kirchen. Die Gemeinden des Kirchenkreises umfassten ca. 22000 Gemeindeglieder.